# Musée Murat
Le musée Murat est un musée situé dans la commune de Labastide-Murat dans le Lot, en France, consacré au maréchal d'Empire et roi de Naples Joachim Murat (1767-1815), ainsi qu'à sa famille.
Maison typique du Quercy, c'est « l'une des rares maisons natales d'un maréchal de France restée en l'état depuis 200 ans ». Joachim Murat est né dans cette demeure où ses parents tenaient une auberge,. 
Ouvert au public car propriété du département du Lot à la suite d'un legs de ses descendants, le musée présente des salles, du mobilier, ainsi que des peintures et des objets. L'historien Jean Tulard — l'un des meilleurs spécialistes de Napoléon Ier et de l'époque napoléonienne, auteur d'une biographie de Joachim Murat — a présidé les acquisitions des collections du musée via « L'Association des Amis du Musée Murat »,.
Le musée Murat est labellisé « Maisons des Illustres ».